# 井手薬品
井手薬品株式会社 （いでやくひん）は、調剤薬局を中心とする日本の企業。

## 概要
- 本社は 長崎県佐世保市常盤町6-16
- 代表取締役社長　井手弘和
- 資本金 1,000万円

## 沿革
- 1951年（昭和26年）5月 - 「井手薬局」創業
- 2001年（平成13年）11月 - 「翔薬」に医療用医薬品卸部門の一部を譲渡

## 筆頭取引メーカー
- 三共（株）
- 明治製菓（株）
- 武田薬品（株）
- 日研化学（株）
- 科研製薬（株）

## 関連会社
- 井手薬局・長崎県佐世保市本島4